# Jób (Biblia)

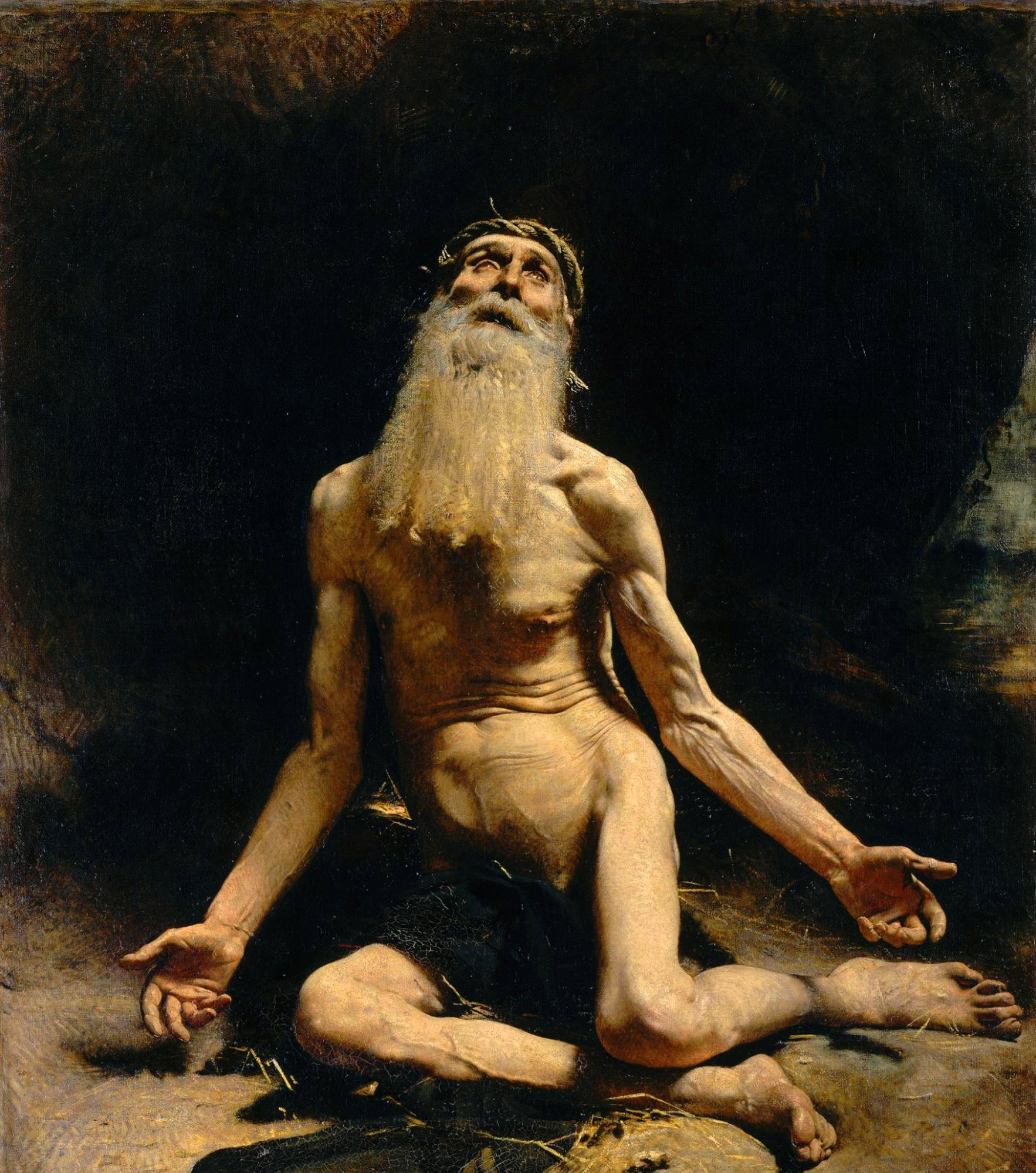
Bonnat ábrázolása Jóbról

Jób (héber: אִיּוֹב ; arab: أيّوب) a Bibliában lévő Jób könyvének főszereplője. A judaizmus és az iszlám vallás egyik prófétája. A rabbi irodalomban Iyov-ként nevezve (אִיּוֹב), a nem zsidó próféták egyike.
Jób példás és istenfélő emberként jelenik meg a Bibliában, aki egymást követő tragédiák következtében mindenét elveszti: az egészségét, vagyonát és a gyermekeit. Jób belső harcot vív magával, és próbál helyzetének okaira rájönni.

## A zsidó Jób könyvében

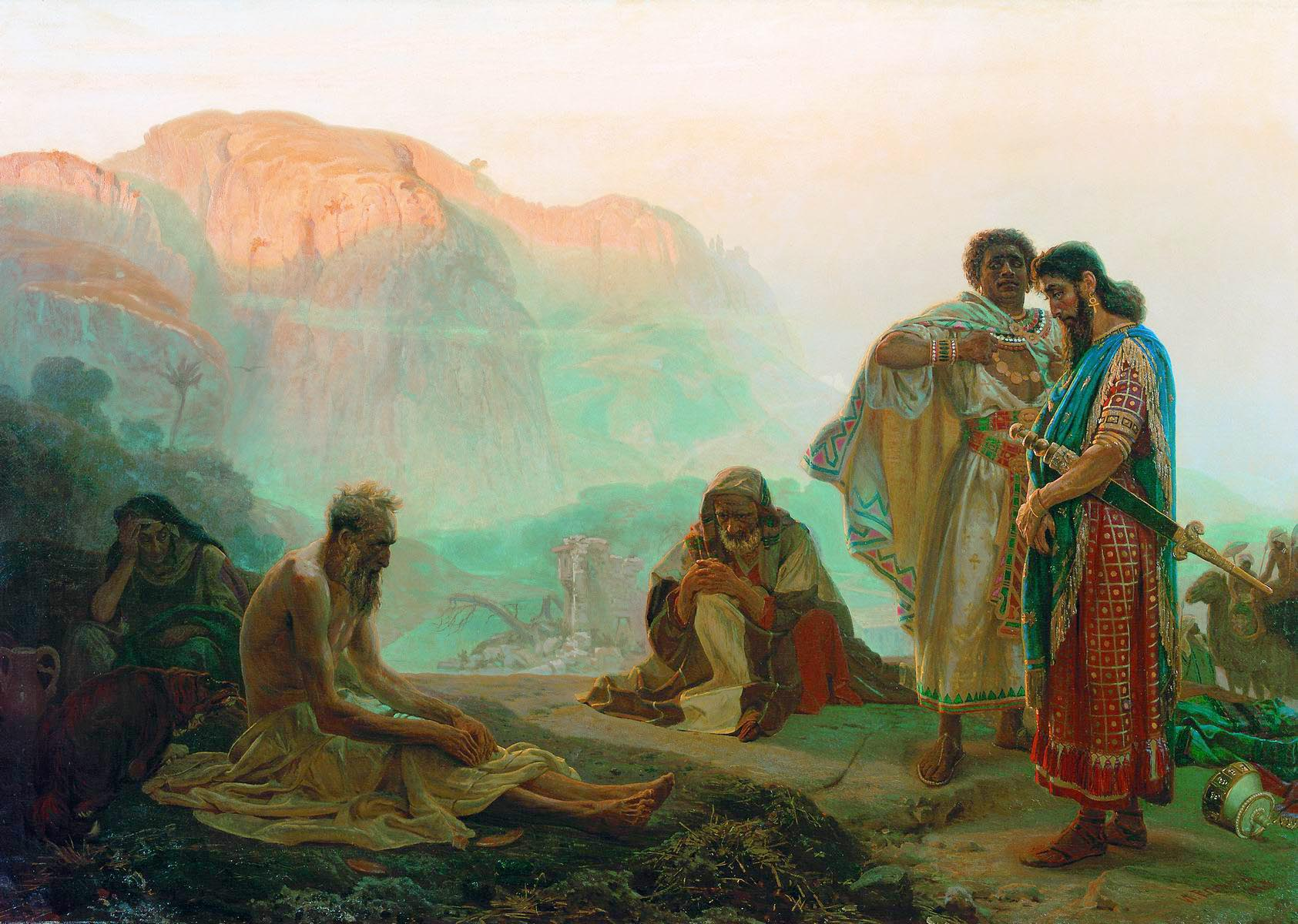
Jób és barátai

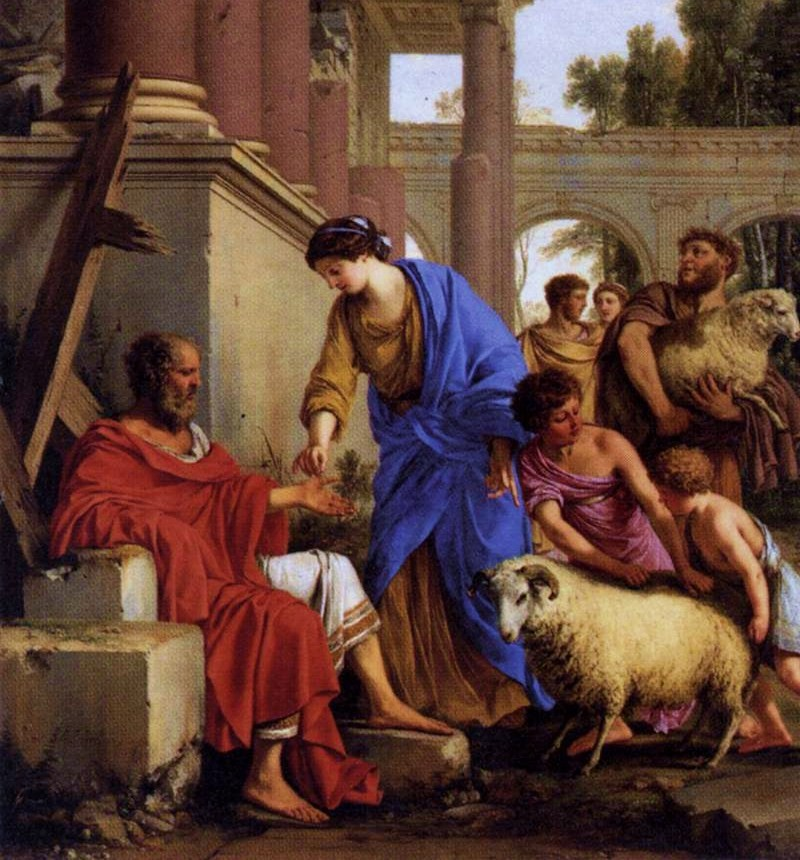
Jób visszakapja vagyonát

A zsidó Jób könyve (héberül: אִיוֹב Iyov) a ketuvim egyik része a Héber Bibliában. Nem sok minden tudható meg Jóbról a maszoréta Héber Biblia írásai alapján. 
A Jób könyvében említett szereplők: maga Jób, az ő felesége, három barátja, egy Elihu nevű férfi, Isten és az angyalok.
Jób személyének bemutatásával kezdődik – úgy van leírva, mint egy áldott férfi, aki Úz földjén él (feltételezések szerint ez a régió valahol a mai Jordánia és Izrael déli felén, a Negevben feküdt). Jób rendíthetetlen hite és szüntelen Istent való dicsérete miatt egy 'sátán' címet viselő angyal megbotránkozik és azt mondja Istennek, hogy Jób csak azért szolgálja, mert Ő megvédi. Isten megszünteti Jób védelmét, ezután azt parancsolván az angyalnak, hogy vegye el az ő vagyonát, gyermekeit és az egészségét (de nem az életét). Szörnyű helyzetének ellenére egyszer sem káromolta az Isten nevét, hanem inkább azt a napot mikor megszületett. Habár kínzó állapota ellenére Istent okolhatta volna az igazságtalanság miatt, Jób nem tette ezt. Azt állította, hogy a helyzete Isten akarata. 
A folytatásban Jób három barátjával tanácskozik az állapotáról. A beszélgetés fő témája az, hogy Jób igazságosan szenved-e, és hogy milyen megoldásokat lehetne találni a helyzetére. Jób végül mindegyikőjük tanácsát, a róla szóló kritikát elítéli, hamisként értékeli. Ezután Isten megjelenik Jóbnak és barátainak  forgószél formájában, nem válaszolva Jób fő kérdésére. Jób csöndben az Úr előtt állva hangsúlyozza magában, hogy tudja, hogy az ő szenvedése Isten akarata még ha a kétségbeesés is kergeti a tanácstalanság miatt. Jób erős marad a hitében és semmilyen különös figyelmet nem kér Istentől, még egy olyan helyzetben is, amiben mindenki más igazságot követelne. Ezután az írás egy célzást ad a Jób 28:28-ra „Az embernek pedig mondá: Ímé az Úrnak félelme: az a bölcsesség, és az értelem: a gonosztól való eltávozás”.
Isten ezután megdorgálja Jób három barátját és megmondja nekik, hogyan szabadulhatnak meg a bűneiktől. Ezek után Jóbot Isten a régi helyzeténél is jobban megáldotta. Jób 42:10–17 Jób hét fiúval és három lánnyal lett megáldva, kiknek neveik (lányoké) Jémima (jelentése „galamb”), Kecziha („fahéj”) és Kéren-Happuk („szarv”). Az írás azt mondja, hogy a tartomány, a világ legszebb női voltak.

## Jób a görög Ószövetségben
A keresztény Bibliagörög Ószövetségben (Septuaginta) leírja azt, hogy Jób Ézsau unokája és Edom egyik uralkodója.
"Ez az ember a szír könyvben úgy van leírva, mint egy férfiú, aki Úz földjén élt, Edom és Arábia határain: az ő neve azelőtt Jóbáb volt; vevén magának arábiai feleséget; nemzé egy fiút, kinek neve Ennon vala. Ő maga Zare fia vala, Ézsau fiainak egyike, és anyjáé, Bosszoráé, ezáltal ő volt az ötödik Ábrahámtól. És ezek voltak azok a királyok, akik Edom földjét uralták: először Balak, Beor fia, és az ő városának neve Dennaba volt: Balak után következett Jóbáb, akit Jóbnak neveznek, utána Asóm, aki Témen földjének volt uralkodója: utána Ádád, Bárád fia, aki elpusztította Moab síkságját, a Mádiámot; városának neve Getiám volt. És az ő barátai Elifázus, Ézsau gyermeke, a témeniták királya, Báldád és Szófár.”

## Egyéb vallásos iratokban
Jób könyve mellett, Jób számos más vallásos szövegben is említést nyer:
Judaizmusban
- Meg van említve Ezékiel próféta könyvében.[5]

Kereszténységben
- Említést nyer a deuterokanonikus Sirák fia könyvében.[6]
- Dicséretet nyer hűséges kitartásáért Jakab levelében.[7]
- Ő a főszereplője a pszeudoepigráf Jób testamentuma című könyvnek.
- Ugyancsak meg van említve a Tan és szövetségekben, mely egyike  Az Utolsó Napok Szentjeinek Jézus Krisztus Egyházának négy szent írásának.[8]

Iszlámban
- Egy prófétaként van megemlítve a Koránban.

Bahái hitben
- A Bahái írásokban: egy Baháalláh által írott terjedelmes írótábla első részében meg van említve Jób. Ez az írótábla sokszor a Türelem Írótáblájaként vagy Jób Írótáblájaként van emlegetve.

## Jób a judaizmusban

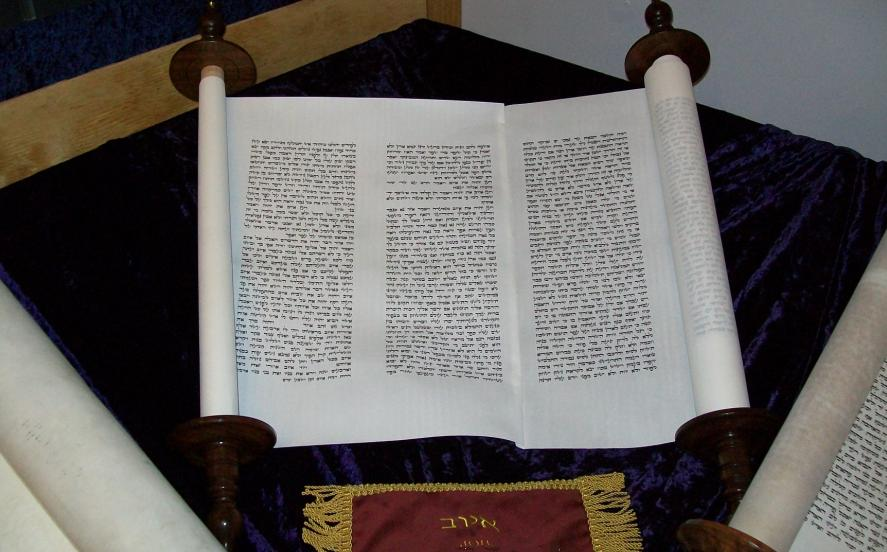
Jób könyvének tekercse, héber nyelven

A rabbinista Tórát tanulmányozó tudósok úgy látták Jób személyét, mint egy ténylegesen létező történelmi figurát. Sokan közülük úgy tartják, hogy Jób volt az egyike annak a három tanácsosnak, akiktől a fáraó tanácsot kért az elszaporodott „Izrael gyermekeivel” kapcsolatban, ami meg van említve Mózes második könyvében, Mózes születésének idején. Ez a részlet a Talmudban is meg van említve: Bálám gonosz tanácsot ad a fáraónak, arra buzdítva azt, hogy minden újszülött fiúgyermeket ölessen meg; Jetró az ellenkezőjét tanácsolta, azt hogy egyáltalán ne bántsa a zsidókat, Jób pedig csendben maradt, nem szólván semmit, habár személyesen is a fáraó tervei ellen volt. Az ő hallgatásáért bünteti később az Isten, ami Jób könyvében le van írva. Habár Jób könyve erre semmi utalást nem ad, és Ezékiel prófétának úgy írja le őt az Úr, mint egyszívű férfiú Noéval és Dániellel.
Viszont a rabbinista tudósok között is létezik egy kisebbség, főbb képviselőjük Simeon ben Laqish rabbi, akik azt állítják, hogy Jób soha nem létezett. Feltételezésük szerint Jób csak egy próféta kreációja volt, amit példák bemutatására talált ki és használt fel. Másrészről viszont, a Talmud (a Tracta Baba Batra 15a-16b részében) hosszasan támasztja alá azt, hogy Jób mikor élt. Jób a továbbiakban a felsorolás alapján többször meg van még említve a Talmudban:
- Jób hitének feladása  (Tractate Pesachim 2b).
- Mikor Jób élete virágzó időszakban volt, mindenki aki kapcsolatba lépett vele, akár csak vett tőle, vagy eladott neki, megáldatott (Tractate Pesachim 112a).
- Jób jutalma az ő nagylelkűségéért (Tractate Megillah 28a).

## Keresztény nézetek
A kereszténység, mint kánont fogadja el az Ószövetségbeli Jób könyvét. Emellett Jób az Újszövetségben is meg van említve, Jakab levelében, ahol Jób példaként van felhozva a szenvedés tűrését illetően. 
Jób kijelentése, „Mert én tudom, hogy az én megváltóm él, és utoljára az én porom felett megáll” a Jób 19:25-ben, keresztények egy része szerint egy Krisztusi előtti utalás a későbbi Megváltóra; számos keresztény himnusznak alapszeme ez a vers, mint például Händel Messiásának a harmadik részének .
Jób emlékére emléknapot alapítottak a Missoury Snodyi Luterán Egyházban, a Szent naptárban minden május kilencedikén, a római katolikus egyházban, május tizedikén és az ortodox egyházban, május hatodikán.
Egyéb vallási kultúrákban is léteznek Jób emlékét megőrző napok, mint az örmény apostoli ortodox egyházban május hatodikán és december huszonhatodikán, és a kopt ortodox egyházban április huszonhetedikén és augusztus huszonkilencedikén.
Az Utolsó Napok Szentjeinek Jézus Krisztus Egyháza is megerősíti Jób létezését. Az egyház magas becsben tartja az életet, Jób jóságának példáját és úgy gondolják, hogy a végsőkig való kitartás és állhatatosság mintaképe. 

## Iszlám nézetek
A Koránban, Jób (أيّوب, Ayyūb)egy prófétaként van számon tartva. Jób története az iszlámban hasonló a héber bibliaiéhoz, viszont a hangsúly Jób állhatatosságára van fektetve, szenvedéseiről nincs említés, ahogy a barátaival tett beszélgetésről sem. Néhány muszlim jegyzetíró úgy is említi Jóbot, mint a rómaiak elődjét. A muszlim irodalom szintén beszél Jób idejéről és prófétálásának helyszínéről, mondván, hogy Jób Yūsuf (József) után következik a próféták sorrendjében és tanításait inkább a maga választotta helyeken tartotta. A népi tradíció szerint Jób azoknak a csoportját fogja vezetni a Mennyben, akik „szótlanul viselték a szenvedéseket”.
A Korán Jób történetét tömören adja elénk. Viszont a történelmi irodalom hosszasan mutatja be Jób elbeszélését és úgy írja le őt, mint Noé pátriárka utolsó leszármazottját. Hasonlóképpen a héber bibliához, az iszlám kultúrában Jób története a következőképpen van megörökítve: a Sátán hallotta Isten angyalait Jóbról beszélni, aki az ő idejének leghitteltelibb embere. Jób Isten által választott próféta szüntelenül hálás marad Istennek és naponként dicséri őt amiért hatalmas gazdagsággal és nagy családdal áldotta meg. Viszont a Sátán el szerette volna buktatni Jóbot, hitetlenségbe és romlottságba akarta vezetni. Így hát Isten megengedi a Sátánnak, hogy megkínozza Jóbot, betegséget hozzon rá és elvegye földi javait, tudván, hogy Jób soha nem fordulna el tőle. 
A Korán úgy írja le Jóbot, mint Allah (Isten) jóságos szolgálóját, akit hosszú ideig szenvedés sújtott. Ennek ellenére Jób soha nem veszítette el hitét és mindig kérte Istent, hogy szüntesse meg szenvedéseit: És Jób felsírván az Úrhoz mondá néki: Íme! Szenvedés sújtott le reám, te pedig így is legkegyelmesebb vagy mind közül.
Az elbeszélés folytatódik, Jób szenvedései évekig tartanak még, egy nap Isten azt parancsolja Jóbnak, hogy „Dobbants a te lábaddal!”. Amint Jób a földre dobbantott egyet, Isten egy hűs vízforrást nyitott meg Jób lábai előtt, amiből ihatott és feltöltődhetett. A Korán úgy írja, hogy ezután Isten megszüntette Jób fájdalmait és szenvedését, visszaadta az ő családját neki több nemzedéki utódokkal és hatalmas gazdagsággal áldotta meg.

## Jób a zenében
2015-ben két ukrán zeneszerző, Roman Grygoriv és Illia Razumeiko egy színdarabot készítettek, IYOV címmel. A darab 2015 szeptember 21-én került bemutatásra a nemzetközi multidiszciplináris Gogolfest színpadán.

## Jóbhoz köthető regionális szokások

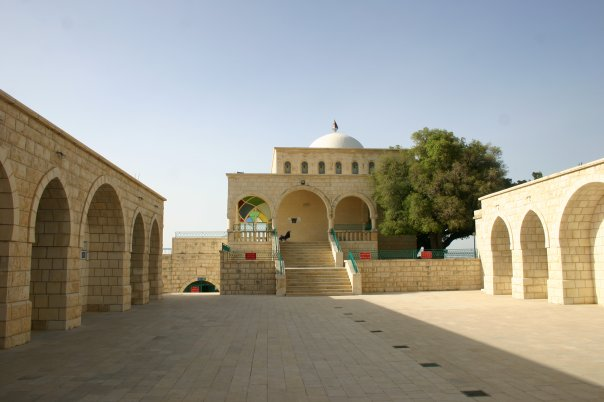
Jób sírhelyének drúz nézete kívülről Libanonban

Legalább két olyan hely is van, amiről azt mondják, hogy Jób megpróbáltatásainak helyszíne volt és legalább három olyan, ahol sírhelye található.
A palesztin néphagyományban, Jób megpróbáltatásának helyszíne Askelón. Ez volt az a hely, ahol Isten a fiatalság forrásával megáldotta, ami bármilyen betegséget meggyógyította és visszaadta az ő fiatalságát. Askelón városa egy helyi fesztivál színtere volt (4 napos), amikor mindenféle hitű hívő egybegyűlt és a természetes forrásban együtt fürödtek.
Az elnéptelenedett Dayr Ayyub falu északnyugati részén van egy terület, ahol a régi falulakók állítása szerint Ayyub próféta sírhelye található, a Bibliai Jóbé.
al-Shaykh Saad városa, Szíriában már a Kr.u. 4. században összeköttetésben állt Szent Jóbbal. Kaiszareiai Euszebiosz szerint ez a hely volt Szent Jób házának helye. Az Egeria zarándoklat ehhez a legendához kötődik, mivel állítólag Szent Jób házára egy templom épült még Kr.u. 384-ben március vagy február tájékán és a helyet úgy ismerték, mint „Jób városát”. Jób teste állítólag a templom oltára alatt egy kőkoporsóba volt helyezve. A tradíció szerint, a városbeli Hammam Ayyub kút, az a kút, melyben Jób lemosta magáról a leprát.
Şanlıurfa városa Törökország délkeleti Harrán régiójában úgy szint Jób szenvedésének helyszíne lehet. A város egy Ottomán-stílusú mecsettel és madrasaval büszkélkedik, melyek ma üzletekként működnek. Egy forrás található a komplexumban, ami állítólag az, amit Jób lábdobbantásával hozott létre, a Korán szerint. A víznek csodálatos gyógyító ereje van, a hagyományok szerint. Az egész komplexum nemrég egy teljes restauráción haladt át. Jób sírja Şanlıurfa városának külsején található. 
Jób sírja harmadik állítólagos helyszíne a dél-ománi Szalálabeli Jabal Qara város peremén található. 
Továbbá a drúz vallás követői fenntartanak egy sírhelyet az El-Choufi hegyi kerületben, Libanonban.

## Fordítás
- Ez a szócikk részben vagy egészben  a   Job (biblical figure) című angol Wikipédia-szócikk fordításán alapul.  Az eredeti cikk szerkesztőit annak laptörténete sorolja fel. Ez a jelzés csupán a megfogalmazás eredetét és a szerzői jogokat jelzi, nem szolgál a cikkben szereplő információk forrásmegjelöléseként.

## Külső linkek
- Jób könyve héberül és angolul Archiválva 2011. október 16-i dátummal a Wayback Machine-ben
- Jób életének összefgolalója.
- Aristeas identifies Job with the Jobab mentioned in Genesis 36:33, a great-grandson of Esau
- An international fraternal organization for young women based on the teachings of the book of Job.
- Ayyub története (Jób). Ez az oldal ugyanitt is megtalálható
- "Jób", Forest Park Emlékművek, NYC Dept of Parks & Recreation
- 360 Degree Tour of Prophet Job's Tomb in Urfa, Turkey